# 정성빈
정성빈(2007년 5월 12일 ~ )는 대한민국의 축구 선수로 포지션은 센터백이며 K리그1의 울산 HD에서 현재 2. 리가의 FC 리퍼링로 임대되어 뛰고있다.